# L'Enlèvement de Michel Houellebecq
Pour plus de détails, voir Fiche technique et Distribution.
L'Enlèvement de Michel Houellebecq est un téléfilm français réalisé par Guillaume Nicloux, diffusé en 2014. C'est une fiction ayant comme point de départ une mystérieuse disparition de Michel Houellebecq qui s'est réellement produite en 2011.

## Synopsis
L'écrivain Michel Houellebecq a une vie calme et sans imprévus, il se promène dans son quartier et discute avec ses amis. Mais un jour trois hommes rentrent avec lui dans son immeuble, le ligotent et l'enlèvent. Perplexe sur les volontés de ses ravisseurs qui semblent eux-mêmes dans l'incertitude de leur entreprise, ils vont tous se retrouver hébergés chez un couple de retraités, dans une semi-captivité bon enfant et familiale où les sensibilités de chacun vont être mises au jour, le tout ponctué par les humeurs moroses et folkloriques du célèbre écrivain.

## Fiche technique
- Titre  original : L'Enlèvement de Michel Houellebecq
- Réalisation : Guillaume Nicloux
- Scénario : Guillaume Nicloux
- Costumes : Anaïs Romand
- Photographie : Christophe Offenstein
- Montage : Guy Lecorne
- Production : Sylvie Pialat
- Société de production : Les Films du Worso ; Arte France (coproduction)
- Pays d'origine  : France
- Langue originale : français
- Durée : 92 minutes
- Dates de diffusion :
  -  France : 27 août 2014 sur Arte
  -  Québec : 6 février 2015

## Distribution
- Michel Houellebecq : lui-même
- Luc Schwarz : Luc
- Mathieu Nicourt : Mathieu
- Maxime Lefrançois : Max
- Françoise Lebrun : Françoise
- Ginette Suchotzky : Ginette
- André Suchotzky : Dédé
- Marie Bourjala : Fatima
- Karim Achoui : l'avocat
- François Samuelson : François
- Ian Turiak : L'ouvrier polonais

## Production

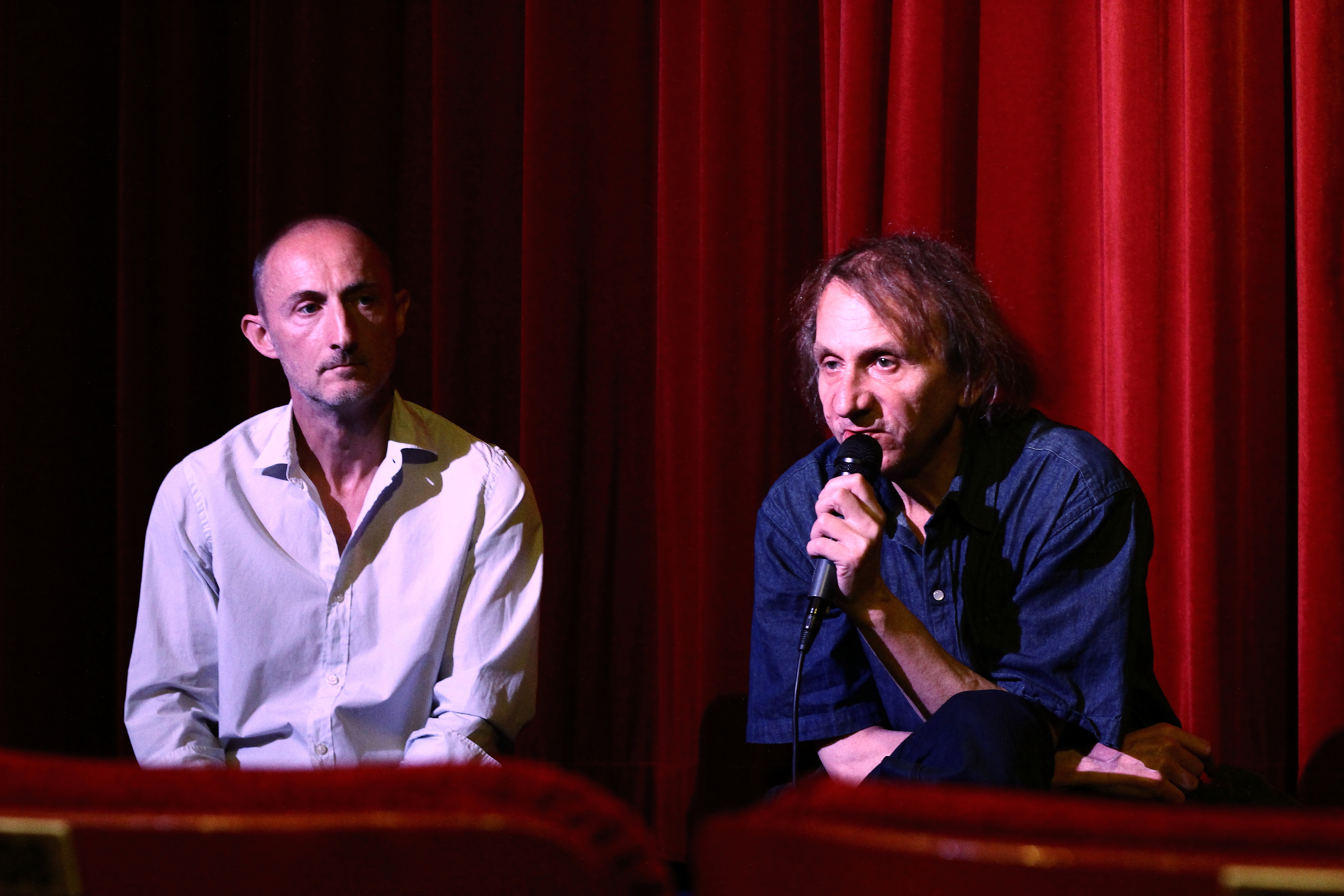
Le scénariste/réalisateur Guillaume Nicloux et l'acteur Michel Houellebecq durant la promotion du film.

Ce téléfilm a pour point de départ une mystérieuse disparition de Michel Houellebecq qui a réellement eu lieu en 2011. Le réalisateur imagine ce qui se serait passé s'il avait été réellement enlevé.

## Accueil

### Accueil critique
D'après Télérama et Les Échos, Michel Houellebecq jouant son propre rôle est « hilarant »,. Le récit qui s'installe constitue un  syndrome de Stockholm, avec un contraste entre les ravisseurs peu cultivés et l'intellectuel désabusé.
Pour Arte, le film confronte l'univers de Houellebecq avec celui de ses ravisseurs, et dévoile un écrivain « drôle, sensible, caustique, en proie au doute, naïf, méchant, inquiet, intelligent, amoureux ».
Selon Libération, le film se laisse regarder « avec une certaine fascination », ne permettant pas de distinguer le vrai Michel Houellebecq de l'acteur qui joue son propre rôle.
Pour Le Nouvel Obs et les Inrocks, le film est intermédiaire entre fiction et documentaire, et constitue « un formidable portrait de l’écrivain fatigué de la vie ».